# Nelore (cidade)
Nelore (em inglês:  Nellore) é uma cidade localizada às margens do rio Penna, no distrito de Nelore, no estado de Andra Pradexe, na Índia. Serve como sede do distrito, bem como mandal de Nelore e divisão de Nelore.